# Jenins
Jenins, Aussprache jeníns (rätoromanisch Gianinⓘ) ist eine politische Gemeinde im Schweizer Kanton Graubünden. Sie gehört zur Region Landquart und ist eine der vier Gemeinden der Bündner Herrschaft.

## Geographie
Die Gemeinde liegt auf einem Schuttfächer der Teilerrüfi am Fuss des Berges Vilan auf der rechten Talseite des Churer Rheintals. Vom gesamten Gemeindeareal von 10,5 km² sind 504 ha landwirtschaftlich nutzbar (z. T. Alpwirtschaften, teilweise Ackerland und 87 ha Rebbaupflanzungen). Weitere 421 ha sind von Wald und Gehölz bedeckt. Vom Rest ist 87 ha unproduktive Fläche (meist Gebirge) und 38 ha Siedlungsfläche. Östlich des gleichnamigen Hauptortes liegt die Ruine der Burg Neu-Aspermont.
Jenins grenzt an Maienfeld, Malans und Seewis im Prättigau.

## Geschichte

Luftbild von Werner Friedli von 1954

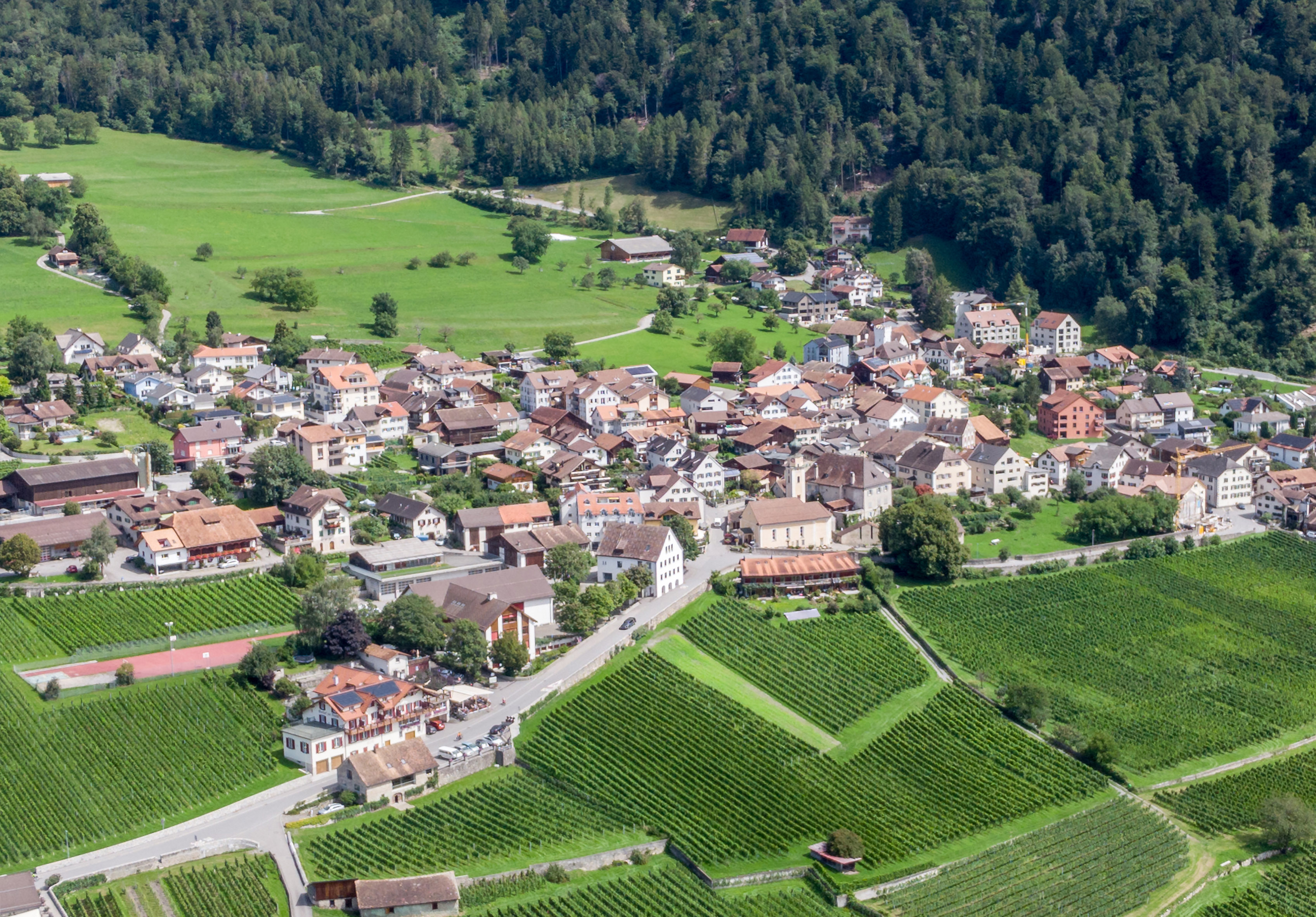
Ähnliche Perspektive im Jahr 2023

Der Ort wurde 1139 als Uienennes und 1142 als Gininnes erwähnt und war frühmittelalterliches Ausbaugebiet. Die Deutung des Namens ist unsicher. Ab dem Hochmittelalter gehörte Jenins zur Burg Neu-Aspermont und bildete im Spätmittelalter zusammen mit Malans ein niederes Gericht der Herrschaft Maienfeld. Ab 1436 war Jenins Mitglied des Zehngerichtenbundes. 1536 erwarben die Drei Bünde das niedere Gericht. 1803 wurde Jenins eine souveräne Gemeinde des Hochgerichts Maienfeld.
Die Kirche St. Mauritius wurde 1209 indirekt, 1330 direkt erwähnt. Die Kollatur lag bei den Herren auf Neu-Aspermont, das Präsidium beim Bistum, ab 1536 bei den Drei Bünden. 1540 erfolgte die Reformation, vom 14. bis 16. Jahrhundert der Wechsel von der rätoromanischen zur deutschen Sprache. 1786 bis 1793 betrieb Johann Baptista von Tscharner in Jenins eine Privatschule (Philanthropinum). Die Patrizierhäuser der Familien Sprecher von Bernegg und von Salis stammen aus dem 17. und 18. Jahrhundert.
Seit jeher spielt der Weinbau eine grosse Rolle im milden Klima, das heute abseits der Hauptverkehrsachsen liegt. Zu Beginn des letzten Jahrhunderts sollte Jenins eine Station der geplanten Schmalspurbahn Schaan–Landquart erhalten. Die Bahn konnte aber letztlich kriegsbedingt nicht realisiert wurde. Die Gemeinde hat seit den 1960er Jahren ein starkes Bevölkerungswachstum erfahren und sich zur Wohngemeinde entwickelt. 2000 war gut die Hälfte der Erwerbstätigen Wegpendler. Der Anteil des 1914 errichteten gemeindeeigenen Elektrizitätswerks an der kommunalen Stromversorgung nimmt stetig ab.

## Wappen
| Wappen von Jenins | Blasonierung: «In Silber (Weiss) zwei blaue Trauben an verschlungenen grünen Blattstielen»               |
| Wappen von Jenins | Das Wappenmotiv mit den zwei Trauben wurde bereits im Gerichtssiegel von Jenins im Jahre 1536 verwendet. |

## Bevölkerung

### Bevölkerungsentwicklung
| Jahr      | 1860 | 1900 | 1930 | 1950 | 1960 | 1970 | 1980 | 1990 | 2000 | 2010 | 2019 |
| --------- | ---- | ---- | ---- | ---- | ---- | ---- | ---- | ---- | ---- | ---- | ---- |
| Einwohner | 503  | 405  | 432  | 461  | 398  | 468  | 604  | 656  | 780  | 851  | 895  |

### Religionen – Konfessionen
| Konfession | reformiert | katholisch | andere / ohne |
| Anteil     | 63 %       | 20 %       | 17 %          |

## Politik
Der Gemeindepräsident ist Baseli Werth (2019–2023). Ihm stehen zwei Gemeinderätinnen und zwei Gemeinderäte zur Seite.

## Sehenswürdigkeiten
Jenins ist im Inventar der schützenswerten Ortsbilder der Schweiz aufgeführt.
- Unter Denkmalschutz steht die reformierte Dorfkirche.
- Oberes Sprecher-Haus[8] (der Familie Sprecher von Bernegg)
- Unteres Sprecher-Haus[9]
- Salishaus[10] (1745 erbaut durch die von Salis-Jenins). Hier übernachtete oft Johanna Spyri, die Schöpferin der Romanfigur Heidi.
- Burgruine Neu-Aspermont[11]
- Greisinger Museum[12]

## Bilder

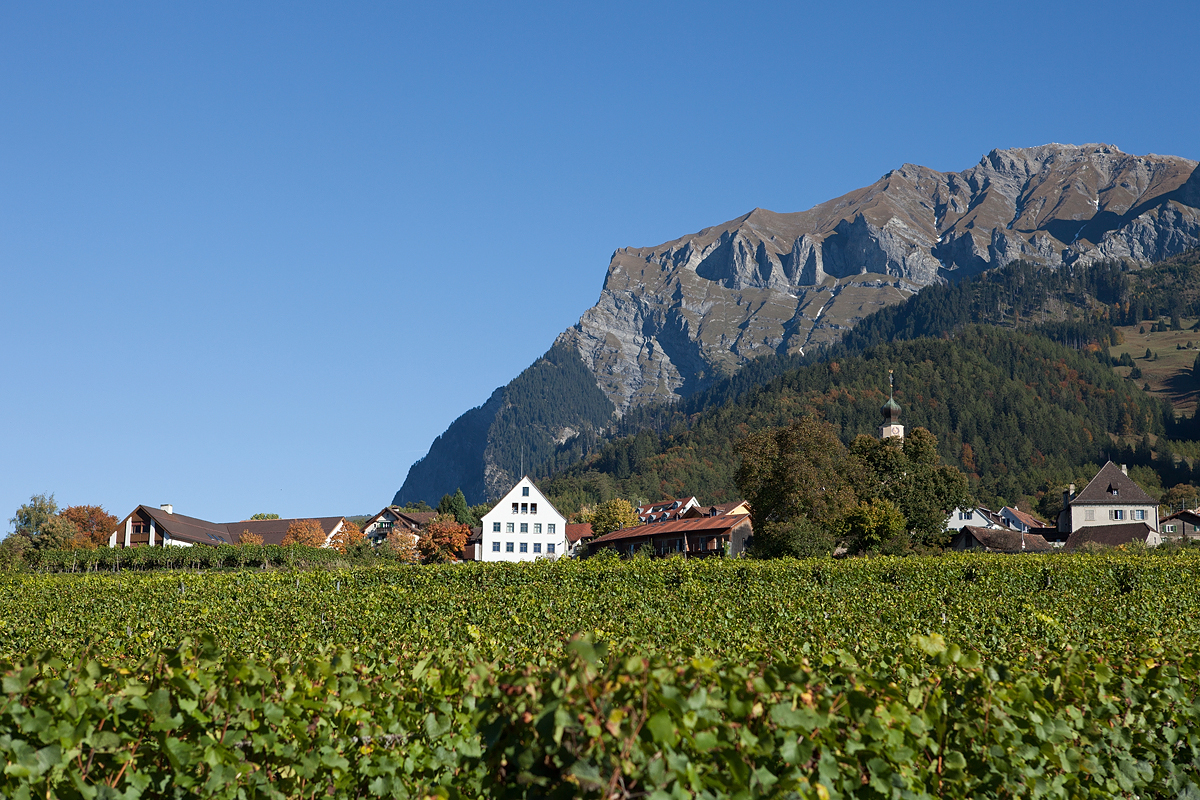
Jenins
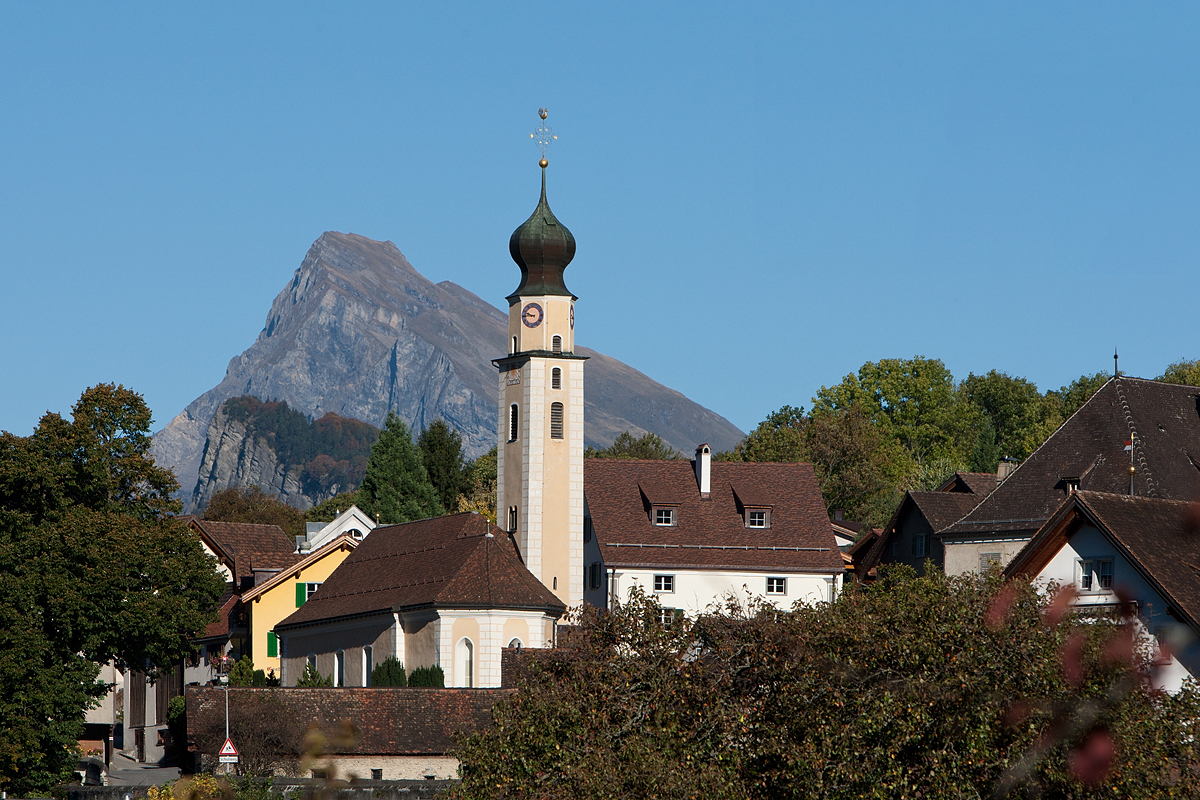
Dorfkirche
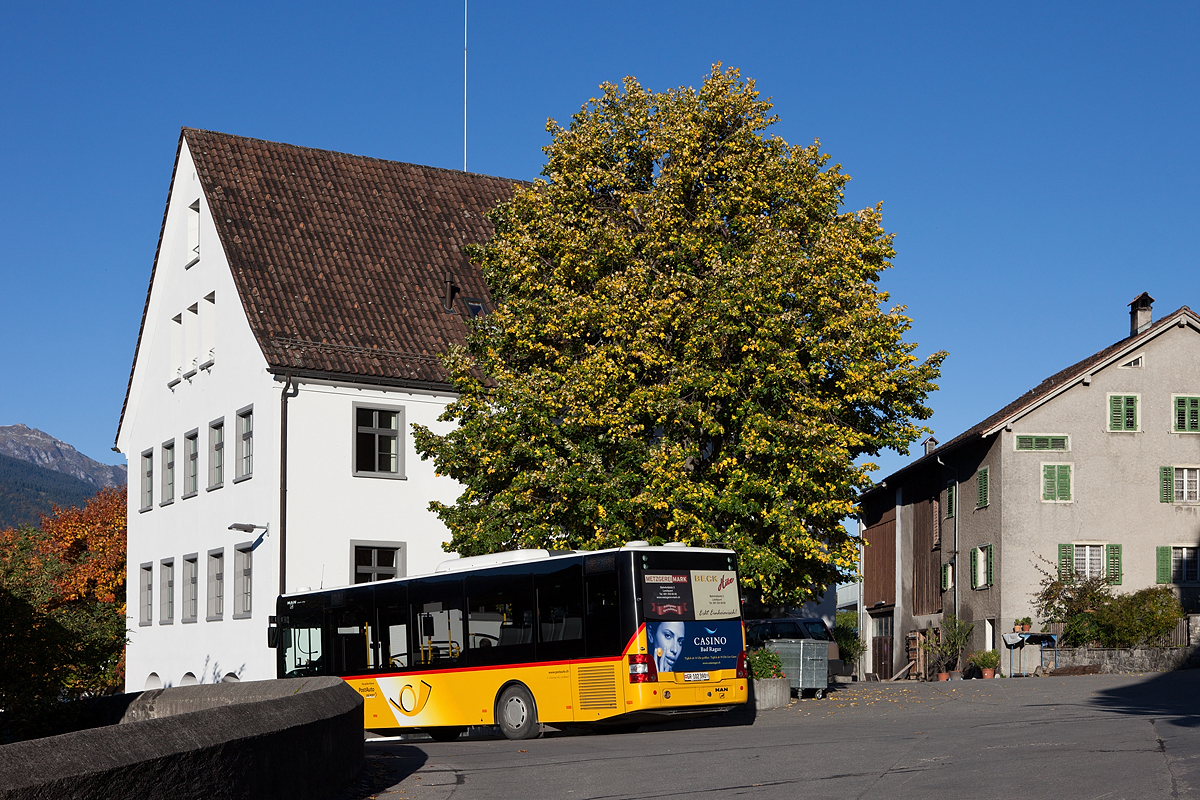
Rathaus
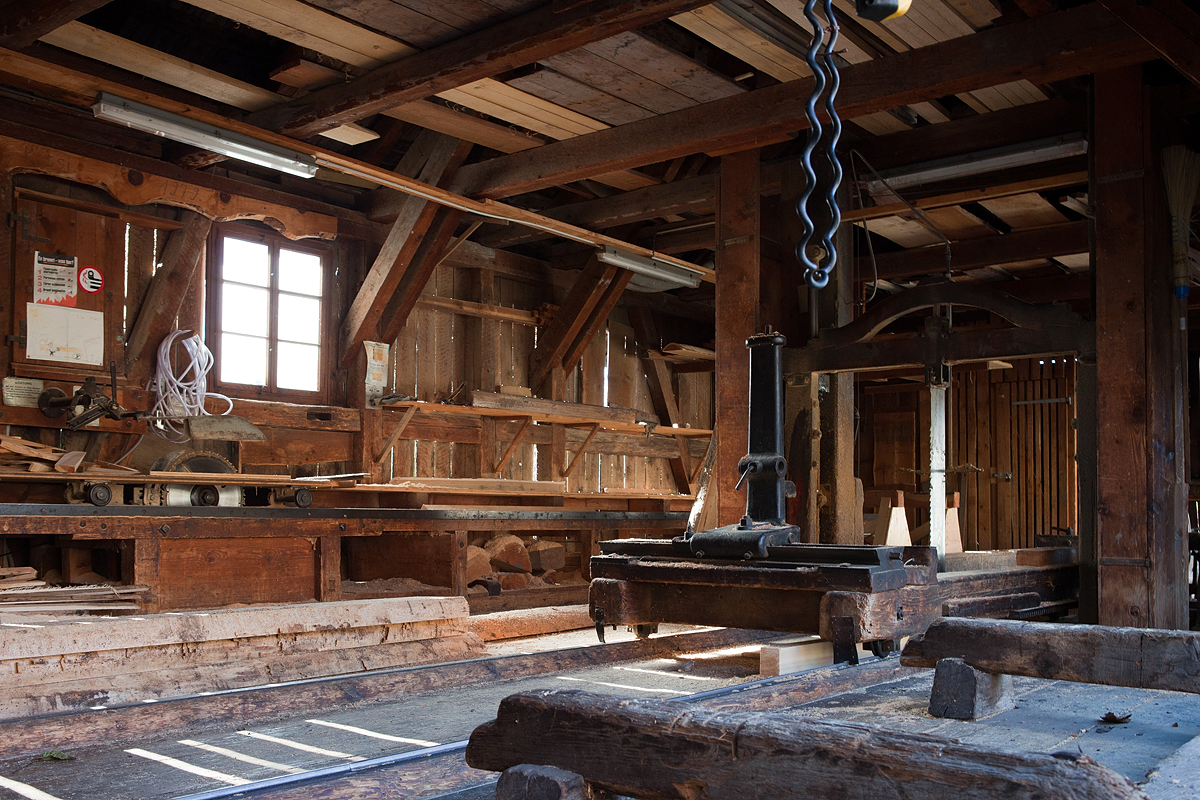
Sägerei
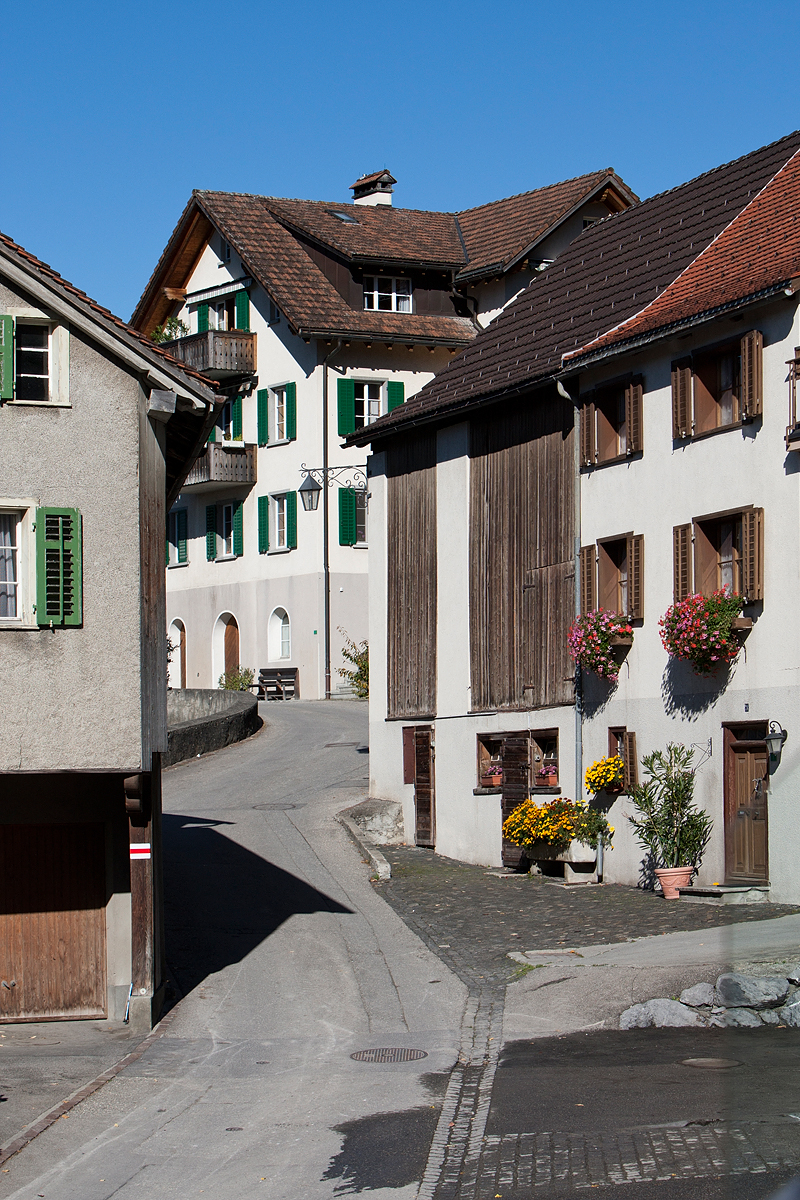
Ausserdorf
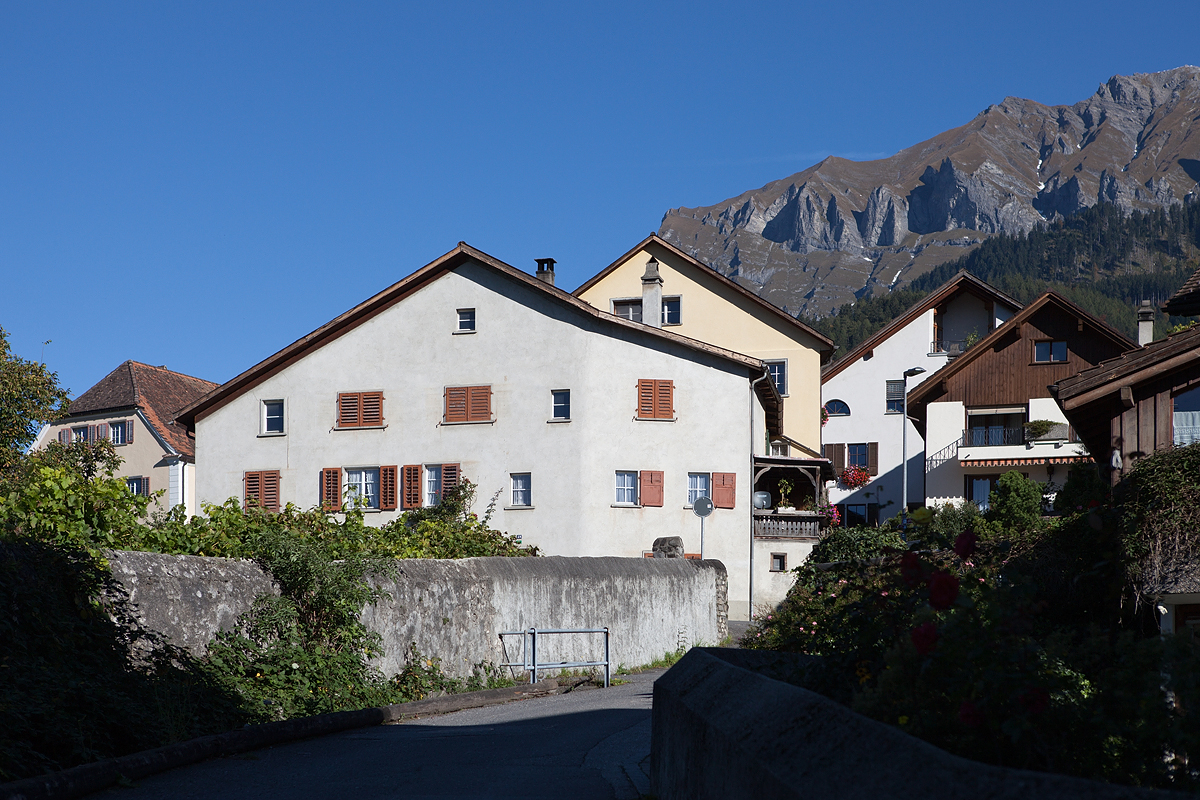
Unterdorf
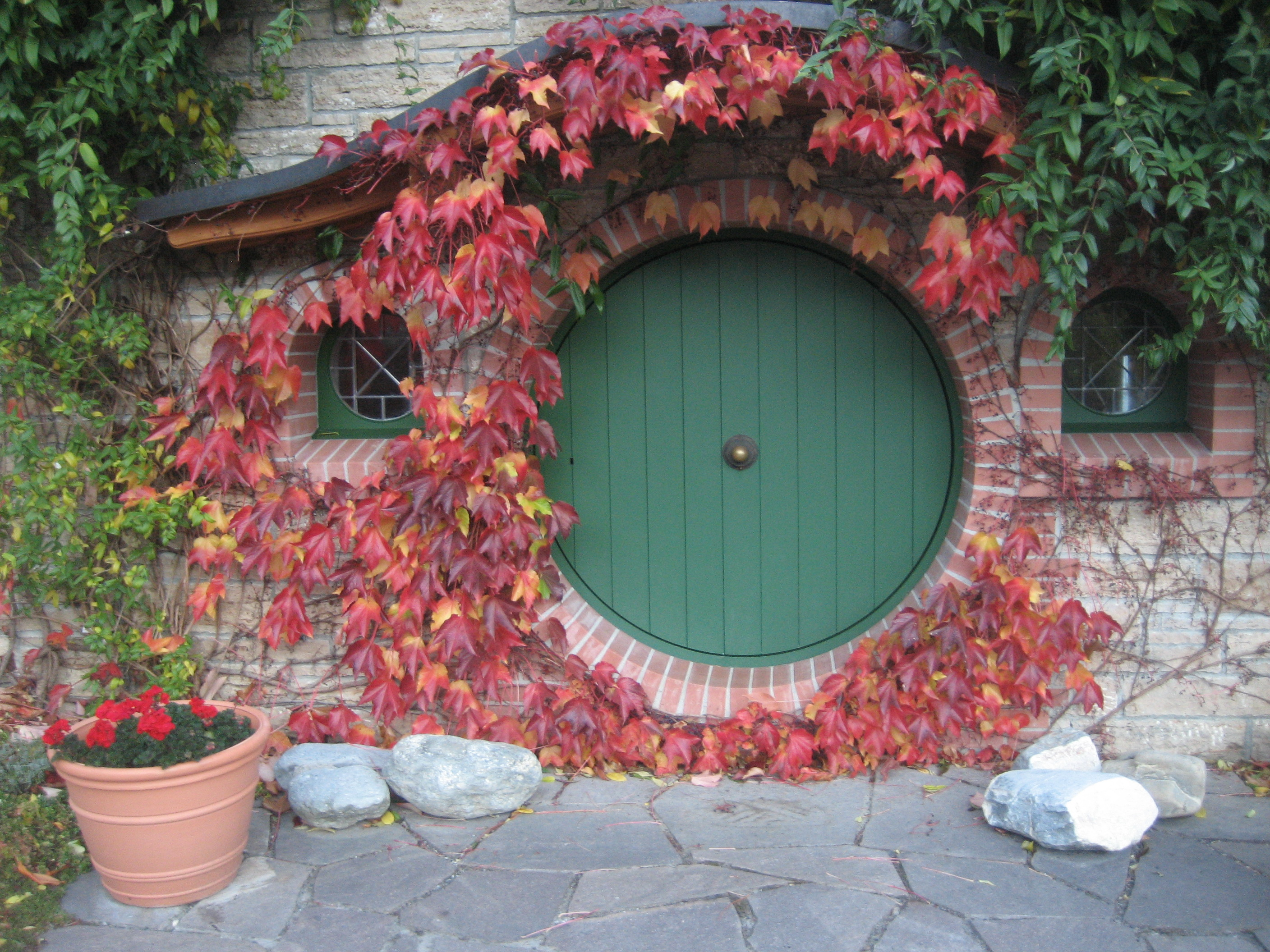
Greisinger Museum
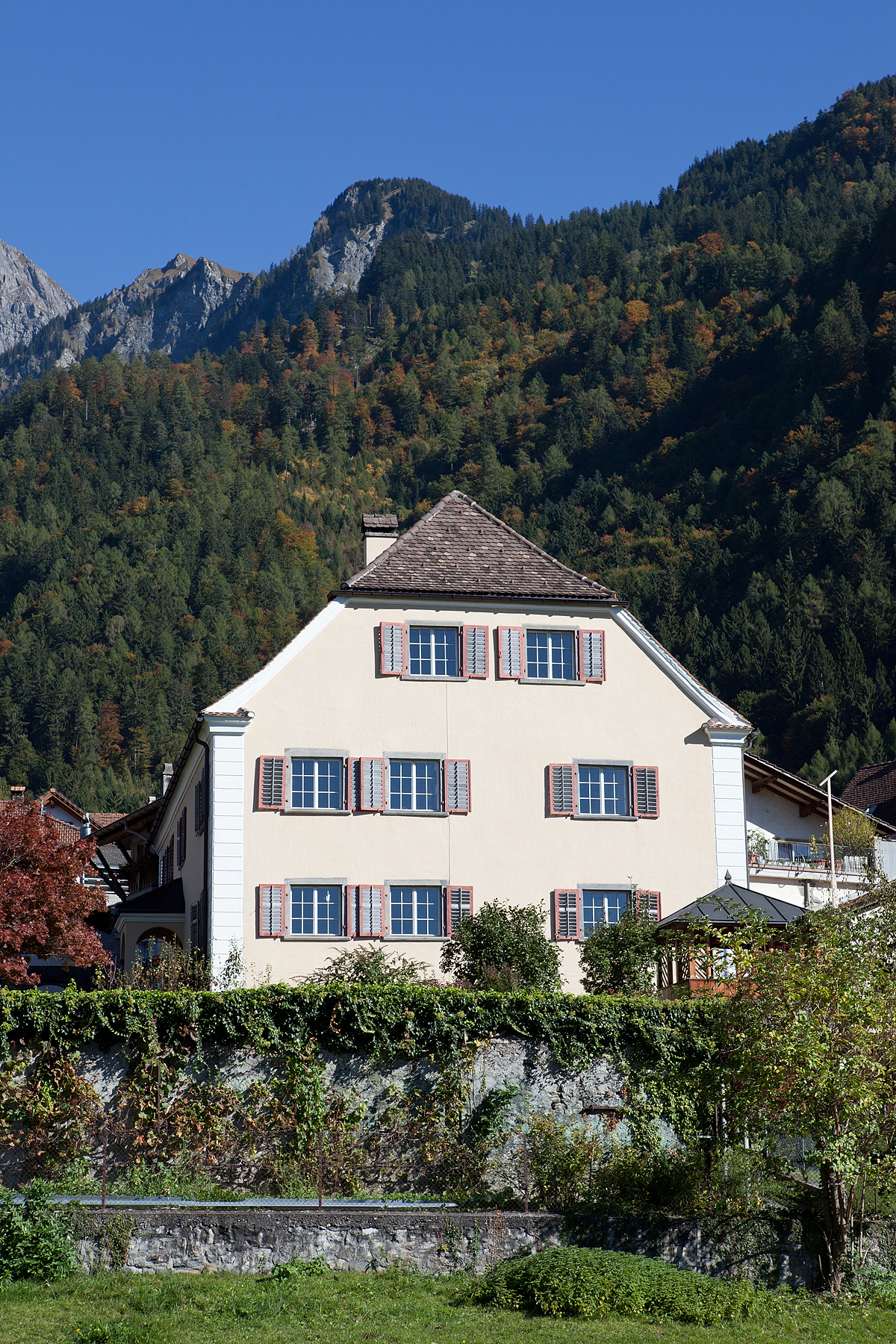
Salishaus